# Achtung

Achtung(악퉁)是韓國的三人樂團。樂團僅包括吉他、鼓和貝斯，以搖滾即pop為基礎，並融入各式風格於他們音樂中。曲風從放克搖滾一直到令人心碎的抒情曲。他們融合不同的音樂元素，創造其獨特音樂風格。

## 團名由來
Achtung源自德文，有“attention”以及 “warning”的含意。Achtung在2002年的德國高速公路上隨處可見。當時，正在德國旅行的樂團創辦人秋升燁的車子拋錨在德國高速公路上，一路上Achtung的警告標示在他心中留下永恆的印象。

## 成員
- 秋升燁 - 主唱, 吉他
- 任容勛（朝鲜语：임용훈） - 爵士鼓
- 安兵哲 - 貝斯

## 音樂作品

### 正規專輯
- Achtung（朝鲜语：Achtung） - (2008年 10月 21日)
- 네 안에 숨기 - (2010年 2月 05日)
- Reality - (2011年 1月 14日)

### 單曲專輯
- 依稀(아련하게)(2016年 1月21日)
- sad so (2016年 2月 4日)
- 催眠(최면)(2016年 5月 17日)

### 參與專輯
- 마이캅OST - (2008年 5月 15日)

1. 조금씩
2. 月(달)

- 魔女之城OST - (2016年 4月 1日)

1. 너무 늦었잖아요

- 重新開始OST - (2016年 6月 2日)

1. 我的昔日故事(나의 옛날 이야기)[2]

### 合作單曲專輯
- 那天(그 날)(with 尹度玹)[3] - (2014年 5月 22日)
- 鏡中的你(거울속의 너)(with 鄭燁)[4]  - (2014年 8月 14日)
- 戀戀(연연)(with 金慶皓)[5] - (2014年 10月 14日)

## 外部連結
- 악퉁 Achtung（页面存档备份，存于） 官方網站
- 악퉁 Achtung（页面存档备份，存于） Facebook
- 악퉁 Achtung（页面存档备份，存于） Twitter